# Vicenç Solé i Jorba
Vicenç Solé i Jorba (* 6. Dezember 1904 in Olot; † 16. August 1946 in El Brull) war ein katalanischer Maler, der in der Tradition der Schule von Olot stand.

## Leben und Werk
1915 trat Vicenç Solé i Jorba in die Escola de Belles Arts d’Olot und studierte bei Celestí Devesa, Martí Casadevall und Iu Pascual. Iu Pascual prägte ihn künstlerisch sehr intensiv. 1922 stellte er erstmals in Barcelona in der Sala Parés aus. Seit 1926 war er dort jedes Jahr mit einer Ausstellung präsent, genauso wie in La Pinacoteca in Barcelona und in der Sala Vayreda in Olot. 1930 gewann er einen zweiten Preis bei einem Plakatwettbewerb zur Förderung des Tourismus in der Garrotxa.
Seit 1915 arbeitete Solé i Jorba auch in El Arte Cristiano de Olot (Werkstatt für religiöse Volkskunst) und bemalte dort Skulpturen. Er litt während dieser Zeit daran, dass er sich nicht genügend künstlerisch-malerisch betätigen konnte. Er gab um 1930 diese Verdienstmöglichkeit auf, nachdem er vom Verkauf seiner Gemälde leben konnte. Er wurde 1935 auf der Basis eines Wettbewerbes Professor an der Escola Menor de Belles Arts i Oficis in Olot und trat in die Nachfolge des verstorbenen Celestí Devesa. 1939 wurde er Professor an der Escola de Belles Arts in Olot.
Solé-Jorba war ein herausragender Landschaftsmaler der Schule von Olot. Er stand hier hinsichtlich farblichen Konnotationen in einer Traditionslinie mit Enric Galwey und Josep Olivet i Legares. Maltechnisch war er dagegen stark von Iu Pascual geprägt. Die ästhetische Ausrichtung seiner Werke wurde im katalanischen Bürgertum hoch geschätzt. Ab 1933 ging er über die reine Landschaftsmalerei hinaus und schuf auch farbenfrohe, szenische Bilder mit Markt-, Stadt- und bäuerlichen Szenen. Er schuf in dieser Zeit auch sanfte, einfühlsame, farbenfrohe Porträts. Seine Werke sind von emotionaler Schönheit und intensiver Farbgebung. Er wird zu Recht den besten katalanischen Landschaftsmalern zugerechnet. Werke von Vicenç Solé i Jorba können in der Col·lecció Garreta-Rovira in Mollet del Vallès und im Museu de la Garrotxa in Olot gesehen werden.
Ab 1944 stellten sich bei Vicenç Solé i Jorba physische Schwierigkeiten ein, die ihn in seiner Malerei stark behinderten. Er wurde dann wegen einer Tuberkuloseerkrankung behandelt. Er begab sich für seine zwei letzten Lebensjahre zur Behandlung und Kur in ein Sanatorium, wo er im August 1946 starb. Vicenç Solé i Jorba war ein Künstler mit einem bedeutenden Entwicklungspotential, das aufgrund seines frühen Todes nicht realisiert werden konnte.